# Scheich Ubeydallah

Joseph Cochran (sitzend mit Hut) und Scheich Ubeydallah (sitzend rechts)

Scheich Ubeydallah Nehri (* 1826/1827 im Dorf Nehri, Şemdinan; † 1883/1884 in Arabien) war ein einflussreicher kurdischer Scheich des Naqschbandi-Ordens. Ubeydallah war ferner der Führer des Scheich-Ubeydallah-Aufstandes, der eine der bedeutsamsten „(proto)nationalistischen“ kurdischen Aufstandsbewegungen des 19. Jahrhunderts war.

## Familie
Scheich Ubeydallah wurde in Nehri geboren. Das Dorf heißt heute Bağlar und liegt in der Region Noçiya in Şemdinan, damals Teil des osmanischen Vilâyets Van. Er entstammte einer einflussreichen Familie von geistlichen Führern. Die Familie führte ihre Herkunft auf Abd al-Qadir al-Dschilani, den Gründer des Qadiriyyaordens aus dem 11. Jahrhundert, und letztendlich auf den Propheten Mohammed zurück. Als Nachfahren des Propheten trugen sie den Titel Sayyid. Abd al-Qadir al-Dschilanis Sohn Abdulaziz wanderte nach Akrê nördlich von Mossul ein. Seine Nachfahren wanderten weiter nach Norden Richtung Hakkâri. Mullah Salih ließ sich dann im Dorf Nehri nieder. Mit der Ausbreitung der Naqschbandi in den kurdischen Gebieten am Anfang des 19. Jahrhunderts wechselte die Familie auch ihren Orden und war von da an Mitglied des Naqschbandiordens.
Scheich Ubeydallahs Vater war Scheich Sayyid Taha, der als führender Scheich seinen Onkel Scheich Abdullah beerbte. Scheich Sayyid Taha hatte als Scheich großen Einfluss auf die Kurden im Grenzgebiet des Osmanischen Reiches und des Irans. Ihm folgte nach seinem Tod sein Bruder Salih nach. Ubeydallah selbst folgte dann seinem Onkel Salih nach.
Die Familie war im Besitz großer Ländereien mit 200 Dörfern im Osmanischen Reich und im Iran. Sie betrieben Tabakanbau. Die heutigen Nachfahren Ubeydallahs tragen den Nachnamen Geylan.
Der amerikanische Missionar Joseph Cochran charakterisierte Ubeydallah als einen charismatischen, tiefgläubigen und aufrechten Menschen. S. G. Wilson beschrieb ihn als den wichtigsten religiösen Führer unter den sunnitischen Kurden. Er hatte eine fundierte theologische Ausbildung und war ein Kenner arabischer und iranischer Literatur.
Scheich Ubeydallahs übte seine weltliche Macht mit großer Autorität aus. Er bestrafte Gesetzesbrecher hart und hegte eine Abneigung gegen türkische und iranische Beamte.

## Krieg gegen Russland

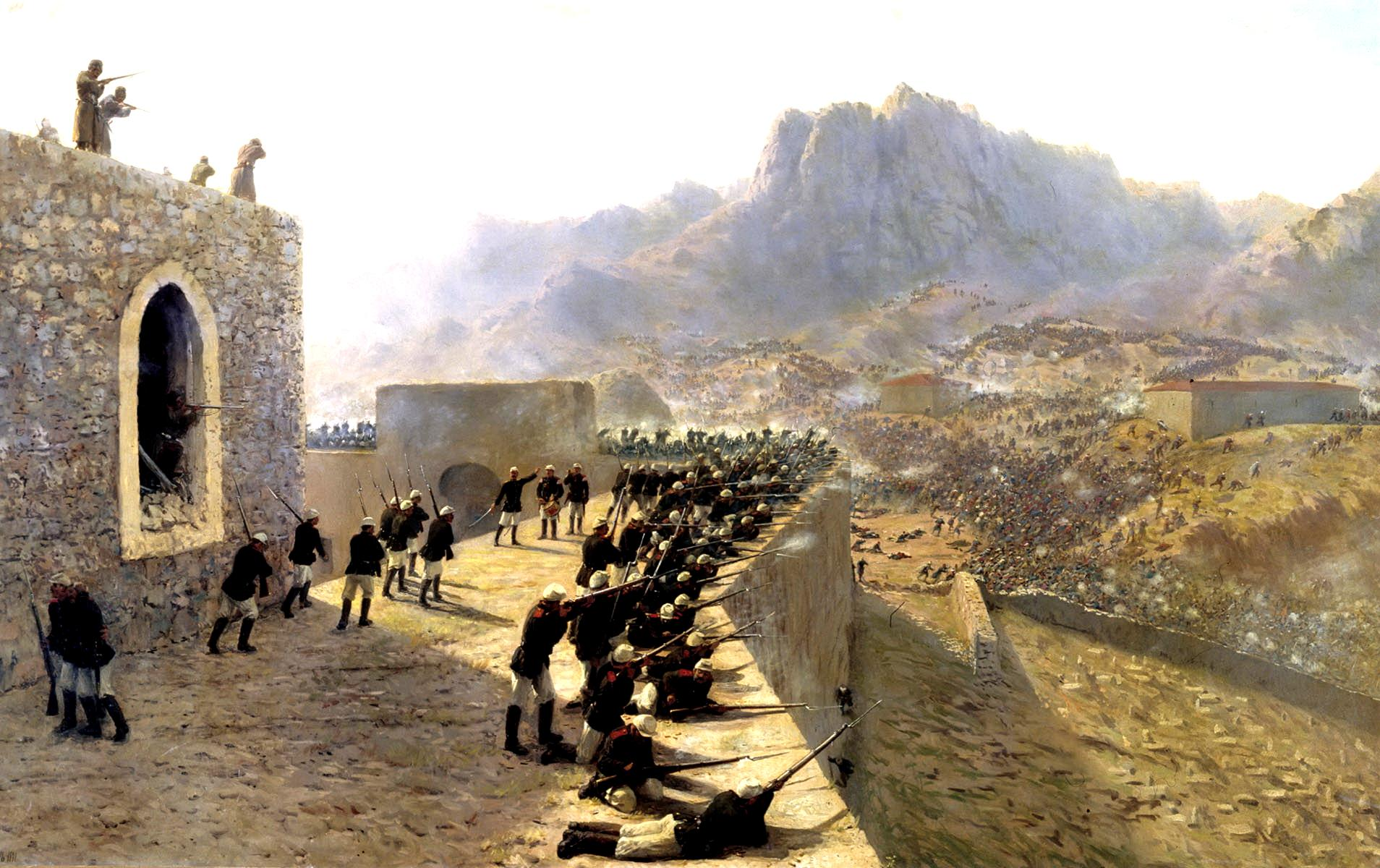
Die Schlacht um Beyazid im Krieg 1877/1878

Zum Ende des 19. Jahrhunderts hatten die Scheichs allmählich die kurdischen Emire als religiöse und weltliche Führer abgelöst. Kriege mit dem Russischen Kaiserreich ruinierten die Wirtschaft Ostanatoliens und verursachten Hungersnöte und Unruhen.
1877 brach erneut ein Krieg zwischen dem Osmanischen Reich und Russland aus. Die Fronten verliefen im Kaukasus und auf dem Balkan. Sultan Abdülhamid II. rief die Osmanen zum Dschihad gegen die Russen auf. Scheich Ubeydallah bezog von der Regierung mehrere Tausend moderne Gewehre. Nach Darstellung des britischen Konsuls William C. Abbott in Täbris besaß Ubeydallah 20.000 Gewehre des Typs Winchester und Martini-Henry. Gemäß Basil Nikitin gebot er über 70.000 Stammeskrieger. Scheich Ubeydallah bekämpfte die russische Armee bei Beyazid. Seine irregulären Truppen konnten gegen die russische Armee aber wenig ausrichten. Sie benutzten die Gewehre auch, um christlich-armenische Dörfer in der Umgebung von Van zu überfallen und auszurauben. Nach dem Ende des Krieges gab der Scheich nur einen kleinen Teil der Gewehre an die Regierung zurück. Einen Teil der Waffen verkaufte er im Iran.

## Aufstand gegen die Osmanen

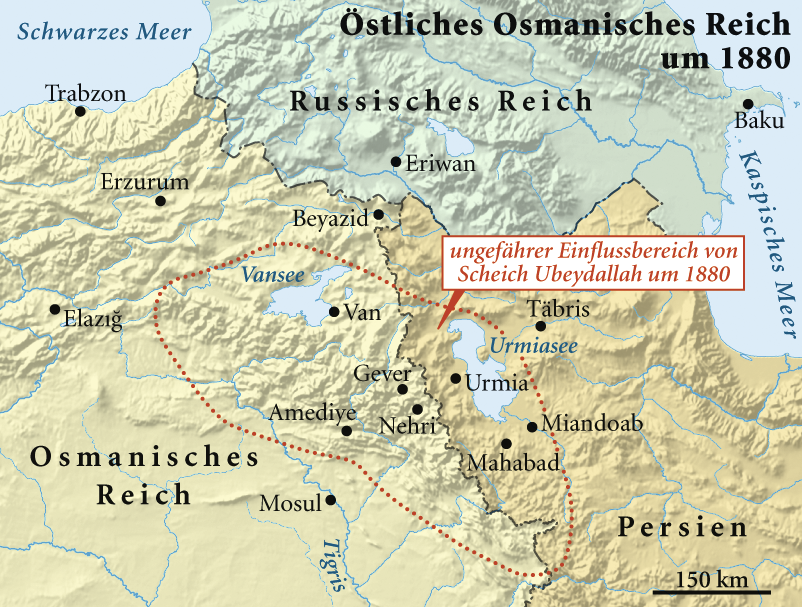
Der Einfluss des Scheichs im Grenzbereich Osmanisches Reich und Iran 1880

Im Jahre 1879 erhob sich Scheich Ubeydallah gegen die Osmanen. Auslöser war eine Strafexpedition des osmanischen Kaymakams (Landrat) von Gever (heute Yüksekova) gegen den Stamm der Herki. Nach diesem Zwischenfall rief Scheich Ubeydallah die Kurdenführer der Region zu einem Aufstand auf und erklärte, dass er die osmanische Regierung nicht mehr anerkenne. Eine osmanische Einheit aus Mosul traf bei Amediye auf 900 Mann der Aufständischen unter der Führung seines Sohnes Seyyit Abdülkadir und besiegte diese. Der Aufstand brach schnell zusammen.
Trotz der schnellen und kompromisslosen Gangart der osmanischen Regierung, war sie nachsichtig gegen den Scheich und versetzte sogar den Kaymakam von Gever. Scheich Ubeydallah sollte sich in Van mit Vertretern der Regierung treffen, um die Krise beizulegen. Er hatte sich während des Aufstandes im Hintergrund gehalten und beteuerte später seine Loyalität und seine Unkenntnis der Vorfälle. Seine Söhne flohen derweil in den Iran.

## Invasion des Irans
Ubeydallah richtete sein Augenmerk später auf den Iran. Nach einem Sieg im Iran gegen die geschwächten Kadscharen, wollte er mit frischen Truppen wieder gegen die Osmanen ziehen. Er beanspruchte einen kurdischen Staat und begründete dies unter anderem damit, dass die Kurden ein Volk mit eigener Sprache und Religion seien.
Scheich Ubeydallah Armeen griffen den Iran von drei Richtungen an. Diese wurden von seinen Söhnen Seyyit Abdülkadir und Scheich Sıddık und dem Vertrauten Scheich Mehmed Said angeführt. Im Oktober 1880 überschritt Scheich Ubeydallah selbst mit seinen Männern die Grenze.
Die Stadt Mahabad ergab sich nach Verhandlungen den Angreifern. Danach schickte der Scheich Gesandte nach Miandoab, um unter anderem Verpflegung zu kaufen. Diese wurden dort jedoch alle getötet, worauf der Scheich seinen Sohn zum Angriff auf Miandoab rief. Viele Einwohner flohen, 2000 bis 4000 Menschen fielen den Angreifern zum Opfer. Die Truppen eroberten und plünderten die Stadt. Seyyit Abdülkadir zog weiter nach Maragha und von dort bis Täbris.
Währenddessen zogen der Scheich und sein Sohn Scheich Sıddık gegen Urmia. Nach kurzen Gefechten beschlossen beide Seiten zu verhandeln. Die Iraner konnten vom Scheich aber einen Aufschub für die Übergabe der Stadt erreichen. Unterdessen war eine iranische Armee in Urmia eingetroffen, sodass die Stadt gehalten werden konnte und der Scheich nach zehn Tagen die Belagerung abbrach.
Langsam gewann die iranische Armee, die von österreichischen Offizieren geführt wurde, die Oberhand und drängte die Kurden bis an die osmanische Grenze zurück. Dort wurden sie von osmanischen Soldaten abgefangen und den Iranern übergeben. Die iranischen Truppen töteten zahlreiche Sunniten und Kurden, auch viele Nestorianer beim Urmia-See wurden getötet. 60 bis 70.000 Kurden flohen vor der Armee ins Osmanische Reich. Die Verheerungen im Land, besonders um Urmia waren enorm, viele Orte wurden gebrandschatzt.

## Scheich Ubeydallahs Schicksal
Auf Druck der anderen Staaten und des Irans griff der osmanische Sultan ein und berief den Scheich im Juni 1881 nach Istanbul. England forderte seine Bestrafung oder Übergabe an die Iraner. Scheich Ubeydallah wurde zwar mit allen Ehren empfangen, war aber doch ein Gefangener am Hof. Gegenüber dem Sultan beteuerte er, dass sein Aufstand gegen den Iran eine Antwort auf die räuberische Politik der Iraner gewesen sei.
Nach einigen Monaten in Istanbul konnte er fliehen. Während der Ramadanfeier im Juli 1882 floh er mit einem Schiff über Poti zurück in sein Heimatdorf. Das beunruhigte den Iran. Die Osmanen entsandten Soldaten, um ihn festzunehmen. Der Scheich verschanzte sich in der Festung von Oramar und bot der Regierung an, nach Mosul ins Exil zu gehen. Schließlich wurde er von osmanischen Soldaten nach Mosul begleitet, aber sein Sohn Seyyit Abdülkadir befreite ihn unterwegs und tauchte mit ihm im Dorf Scheptan unter. Als die Osmanen das Dorf belagerten, ergaben sich der Scheich und sein Sohn am 13. November 1882. Der Scheich wurde in den Hedschas geschickt, weil die Iraner Einspruch gegen Mosul erhoben. Mosul sei noch zu nah an der Heimat des Scheichs und dort habe er zu großen Einfluss.
Der Scheich starb im Hedschas 1883 oder 1884. Über seinen Sterbeort gibt es unterschiedliche Meinungen. So gab der britische Botschafter George N. Curzon Mekka, der kurdische Historiker Mehmed Emin Zeki Ta'if und Blecht Chirguh Medina an.
Sein ältester Sohn Scheich Sıddık konnte später nach Nehri zurückkehren. Seyyit Abdülkadir hingegen ließ sich in Istanbul nieder und spielte noch eine große Rolle im kurdischen Nationalismus.